# Coupe du monde de ski sur herbe
La coupe du monde de ski sur herbe est gérée par la FIS. Elle établit le classement général des skieurs à l'issue de chaque saison. Le vainqueur se voit remettre le globe de cristal.

## Palmarès

### Hommes
| Année | Vainqueur       | Deuxième        | Troisième       |
| 2005  | Jan Nemec       | Edoardo Frau    | Fausto Cerentin |
| 2006  | Jan Nemec       | Stefano Sartori | Edoardo Frau    |
| 2007  | Jan Nemec       | Edoardo Frau    | Fausto Cerentin |
| 2008  | Jan Nemec       | Edoardo Frau    | Fausto Cerentin |
| 2009  | Edoardo Frau    | Michael Stocker | Stefan Portmann |
| 2010  | Jan Nemec       | Stefan Portmann | Edoardo Frau    |
| 2011  | Jan Nemec       | Edoardo Frau    | Michael Stocker |
| 2012  | Edoardo Frau    | Jan Nemec       | Michael Stocker |
| 2013  | Edoardo Frau    | Stefan Portmann | Martin Stepanek |
| 2014  | Stefan Portmann | Edoardo Frau    | Jan Nemec       |

#### Femmes
| Année | Vainqueur          | Deuxième               | Troisième              |
| 2005  | Ingrid Hirschhifer | Zuzana Gardavska       | Ilaria Sommavilla      |
| 2006  | Ingrid Hirschhifer | Ilaria Sommavilla      | Nadja Vogel            |
| 2007  | Ingrid Hirschhifer | Anna-Lena Buedenbender | Zuzana Gardavska       |
| 2008  | Ingrid Hirschhifer | Ilaria Sommavilla      | Bianca Lenz            |
| 2009  | Ingrid Hirschhifer | Jaqueline Gerlach      | Anna-Lena Buedenbender |
| 2010  | Ingrid Hirschhifer | Anna-Lena Buedenbender | Zuzana Gardavska       |
| 2011  | Zuzana Gardavska   | Ingrid Hirschhifer     | Anna-Lena Buedenbender |
| 2012  | Ilaria Sommavilla  | Kristin Hetfleisch     | Daniele Krueckl        |
| 2013  | Barbara Mikova     | Kristin Hetfleisch     | Ilaria Sommavilla      |
| 2014  | Kristin Hetfleisch | Barbara Mikova         | Ingrid Hirschhifer     |

## Référence
- (en) Site de la Fédération internationale de ski - Résultats.